# San Miguel de Velasco
San Miguel de Velasco è un comune (municipio in spagnolo) della Bolivia nella provincia di José Miguel de Velasco (dipartimento di Santa Cruz) con 11.452 abitanti (dato 2010).
La città è conosciuta come parte delle Missioni gesuite del Chiquitos, che è dichiarato nel 1990 Patrimonio dell'umanità.

## Cantoni
Il comune è formato da un unico cantone omonimo suddiviso in 37 subcantoni.